# Barbora Špotáková
Barbora Špotáková, född 30 juni 1981 i Jablonec nad Nisou, är en tjeckisk före detta friidrottare som tävlade i spjutkastning.
Špotáková började sin karriär som sjukampare och blev 4:a på junior-VM 2000 i Santiago. En tävling som för övrigt vanns av Carolina Klüft. 
Špotáková övergick under början av 2000-talet till att mer satsa på spjutkastning. Såväl vid OS 2004 i Aten som vid VM 2005 i Helsingfors misslyckades Špotáková att nå final. Däremot blev hon tvåa vid EM 2006 i Göteborg. Hon deltog även på VM 2007 i Osaka där hon vann guld. 
Špotákovás personliga rekord, som också är världsrekord, är 72,28.  I OS i Peking 2008 vann hon guld.
Hon deltog vid VM 2009 i Berlin där hon slutade på andra plats efter ett kast på 66,42 meter. Hon fick därmed se sig besegrad av hemmafavoriten Steffi Nerius.